# سيسيل غاريوت
سيسيل غاريوت (بالإنجليزية: Cecil Garriott)‏ هو لاعب كرة قاعدة أمريكي، ولد في 15 أغسطس 1916 في هاريستاون في الولايات المتحدة، وتوفي في 20 فبراير 1990 في لاك إلسينوري في الولايات المتحدة.

## وصلات خارجية
- سيسيل غاريوت على موقعبيزبول رفرنس.كوم (الدوري الرئيسي) (الإنجليزية)
- سيسيل غاريوت على موقعبيزبول رفرنس.كوم (الدوري الثانوي) (الإنجليزية)